# Life on Display
Life on Display é o segundo álbum de estúdio da banda Puddle of Mudd, lançado a 25 de Novembro de 2003.
O álbum atingiu o nº 20 da Billboard 200. Dos três singles lançados deste disco, "Away from Me" foi o que teve maior sucesso, alcançando o nº 1 do Mainstream Rock Tracks.

## Faixas
1. "Away from Me" – 4:00
2. "Heel Over Head" – 4:05
3. "Nothing Left to Lose" – 4:30
4. "Change My Mind" – 4:20
5. "Spin You Around" – 4:27
6. "Already Gone" – 4:32
7. "Think" – 4:10
8. "Cloud 9" – 3:34
9. "Bottom" – 5:22
10. "Freak of the World" – 3:36
11. "Sydney" – 4:58
12. "Time Flies" – 7:05

Algumas versões contêm "Life Ain't Fair" (3:45) e "Daddy" (4:17) como faixas bónus